# Stovokor
Стовокор (англ. Stovokor) — американская дэт-метал-группа из Портленда, штат Орегон. Шесть нынешних участников: Дашиелл Марко (Dajathl ʼIwjachpInʼa'), вокал; Уорд Янг (KhRʼELL), ритм-гитара, Джейсон Льюис (KhraaʼNik), бас-гитара; Джейсон Йохансен (Qui pe), соло-гитара; Николай Данильчик (logh norgh), соло-гитара, и Dominic Nigro (ghorchal) ударные. Группа основана исключительно на клингонских персонажах, которые появляются во франшизе «Звёздный путь». Все участники Стовокор одеты в клингонские костюмы, и многие тексты песен группы написаны на клингонском и английском языках.

## Описание
Группа названа в честь Сто-во-кор, загробной жизни вымышленных видов из «Звёздного пути». Несмотря на признание долга перед караоке на клингонскую тематику, [1] по словам гитариста Уорда Янга, группа выбрала идеальный жанр для своих персонажей: «Клингоны очень мачо, очень милитаристские, и металл — определенно их музыка».
Известно, что участники группы строго придерживаются своего образа. На концерте, проходившем в Колледже Льюиса и Кларка в Портленде, штат Орегон, ведущий вокалист Билл Салфельдер напал на члена толпы после короткого обмена оскорблениями. Группа выпустила только один демо-альбом под названием «Metal of Honor» в 2004 году и была известна тем, что появлялась лишь эпизодически. После смены состава в 2012 году группа возобновила выступления в районе Портленда.
Группа была показана в документальном фильме «Trekkies 2» вместе с четырьмя другими тематическими группами «Звёздного пути», включая «No Kill I» и «No Kill I the Next Generation», которые были сняты на видео, выступая в таких местах, как бар . Группа отыграла концерты в компании участников «Звёздного пути», в том числе в сентябре 2006 года на вершине Сиэтла, штат Вашингтон, Спейс-Нидл, к сороковой годовщине «Звёздного пути».

## Дискография
- Metal of Honor (demo, 2004)